# Kate Donahoo
Kate Marie Donahoo (ur. 27 marca 1966 w Las Vegas) – amerykańska judoczka. Olimpijka z Barcelony 1992, gdzie zajęła piąte miejsce w wadze lekkiej.
Piąta na mistrzostwach świata w 1989; uczestniczka zawodów w 1991. Startowała w Pucharze Świata w 1989 i 1992. Mistrzyni igrzysk panamerykańskich w 1991. Brązowa medalistka mistrzostw panamerykańskich w 1988. Trzecia na Igrzyskach doberj woli w 1990 roku.

## Letnie Igrzyska Olimpijskie 1992
| Konkurencja | Rundy eliminacyjne      | Rundy eliminacyjne        | Repasaże                 | Repasaże                 | Finały                    | Klas. końcowa |
| Konkurencja | 1/32                    | 1/16                      | Przeciwnik I             | Przeciwnik II            | O 3. miejsce              | Miejsce       |
| ----------- | ----------------------- | ------------------------- | ------------------------ | ------------------------ | ------------------------- | ------------- |
| 56 kg       | Maniliz Segarra (PUR) Z | Nicole Flagothier (BEL) P | Filipa Cavalleri (POR) Z | Catherine Arnaud (FRA) Z | Driulis González (CUB) 'P | 5.            |